# Primula palinuri
La primula di Palinuro (Primula palinuri Petagna, 1787) è una pianta appartenente alla famiglia delle Primulaceae, endemica di alcuni tratti delle coste calcaree tirreniche campane, lucane e calabresi.

## Descrizione
Di portamento suffruticoso, si presenta dotata di un robusto rizoma sormontato da una folta rosetta di foglie carnosette, vischiose, coriacee ma non rigide, con margine dentato cartilagineo, in stretta aderenza alla roccia. L'infiorescenza è costituita da numerosi fiori di colore giallo-dorato intenso, dal calice bianco e farinoso, posti alla sommità di uno scapo alto 15-20 cm.
Il tubo calicino, liscio e cilindrico, evidenzia l'affinità con Primula auricula (detta anche orecchi d'orso), che cresce però in ambiente montano e dalla quale comunque si discosta per l'assenza sulle foglie del margine cartilagineo.
Viene correntemente considerata un paleoendemismo appartenente a una sezione più antica (Paleoauricola), specie relitta di vicende risalenti almeno al quaternario antico, che ne hanno fatto l'unica primula in ambiente non montano.
Queste conclusioni non riscuotono il consenso di altri, che vi riconoscerebbero un endemismo di recente formazione.

## Distribuzione e habitat
La primula di Palinuro è presente in alcune colonie sulle falesie calcaree delle zone litoranee del Tirreno meridionale, a un'altitudine fino a 200 metri, preferendo le pareti esposte a Nord e a Nord-Ovest. Attecchisce sull'orlo di cenge o nelle fenditure della roccia, dove le radici si insinuano profondamente nel terreno di accumulo.

Si accompagna a tipiche specie rupicole camefite, come Dianthus rupicola, Iberis semperflorens, Centaurea cineraria, Daucus gingidium, Limbarda crithmoides, Crithmum maritimum.
Le sue stazioni delineano un areale ridotto e frammentato, ristretto alla fascia costiera campana di Capo Palinuro e di Costa degli Infreschi (Camerota), alle coste rocciose presso Scalea (in Calabria) e nell'unica località di Punta Caina sulla costa della Basilicata, presso Maratea. I popolamenti meglio costituiti di tutto l'areale si possono osservare in Calabria, sull'Isola di Dino, a Praia a Mare. Questo probabilmente perché le stazioni di Primula su Dino sono accessibili con difficoltà e sono dunque poco disturbate. Infatti su Dino si notano frequentemente gruppi di Primula che, abbandonato il loro habitat rupestre, si spingono tra la vegetazione erbacea, fin sotto i lecci. Singoli esemplari o piccoli gruppi si osservano anche sulla spiaggia, abbarbicati alla scogliera di Fiuzzi, a Praia a Mare, di fronte all'Isola di Dino.

## Conservazione
La Lista rossa IUCN classifica Primula palinuri come specie in pericolo di estinzione (Endangered).
Primula palinuri è specie protetta sia a livello regionale che comunitario.
Le stazioni campane sono tutte incluse nel territorio del Parco nazionale del Cilento e Vallo di Diano, che ha eletto il fiore a simbolo del parco, inserendone l'immagine nel proprio logo.